# Ingrid Pitt
Ingrid Pitt (21. november 1937 – 23. november 2010) var en engelsk, polsk-født skuespillerinde med international karriere.
Hun opnåede via en række præstationer i 1970'erne status som kultdyrket horrorstjerne, især med hovedrollen som Carmilla Karnstein i Hammer-filmen The Vampire Lovers (1970).

## Udvalgte film
- Doctor Zhivago (1965)
- Campanadas a medianoche (1965)
- A Funny Thing Happened on the Way to the Forum (1966)
- Where Eagles Dare (1968)
- The Vampire Lovers (1970)
- Countess Dracula (1971)
- The House That Dripped Blood (1971)
- The Wicker Man (1973)
- Who Dares Wins (1982)
- Octopussy (1983)
- Wild Geese II (1985)
- Underworld (1985)
- Hanna's War (1988)
- Minotaur (2006)
- Beyond the Rave (2008)